# Кольцово (Новосибірська область)
Кольцово — селище міського типу в Новосибірській області, що має статус «Наукоград» Російської Федерації, колишнє ЗАТО. Входить в Новосибірську агломерацію. З 2005 року — самостійний міський округ у складі Новосибірської області. Населення — 14 839 чол. (2015).
Кольцово є одним з найбільш успішних російських малих міст, а його бюджет на особу зіставний з бюджетами північнонімецьких міст.

## Географія
Місто розташоване за 25 кілометрах від центру Новосибірська та за 10 кілометрів від новосибірського Академмістечка.

## Історія
Історія Кольцово нерозривно пов'язана з історією Державного наукового центру вірусології та біотехнології «Вектор» (ГНЦ ВБ «Вектор»).
Коли в 1974 році Рада міністрів СРСР ухвалив відкрити під Новосибірськом Всесоюзний науково-дослідний інститут молекулярної біології (нині ГНЦ ВБ «Вектор»), було також ухвалено рішення про будівництво робітничого селища як місця проживання співробітників цього інституту. Перші кілька будинків, побудовані з 1975 року, ставилися до села Баришево Новосибірського району Новосибірської області.
30 серпня 1979 року рішенням виконкому Новосибірського обласної ради народних депутатів селище мікробіологів було виділене зі складу села Баришева в окреме робітниче селище в складі Новосибірського сільського району. Ця дата вважається офіційним днем утворення селища.
Свою назву селище отримало на честь відомого російського біолога, цитолога, генетика Миколи Кольцова.

## Населення
| 1989    | 2002    | 2007    | 2009    | 2010    | 2012    | 2013    |
| ------- | ------- | ------- | ------- | ------- | ------- | ------- |
| 7946    | ↗9570   | ↗11 479 | ↘9976   | ↗12 319 | ↗13 033 | ↗13 678 |
| 2014    | 2015    | 2016    | 2017    | 2018    | 2019    |         |
| ↗14 588 | ↗14 839 | ↗15 531 | ↗15 938 | ↗16 467 | ↗17 450 |         |